# Klein
Klein je priimek v Sloveniji, ki ga je po podatkih Statističnega urada Republike Slovenije na dan 1. januarja 2010 uporabljalo 16 oseb.

## Znani slovenski nosilci priimka
- Anton Klein (1830—1901), tiskar

## Znani tuji nosilci priimka
- Alexander Klein (1879—1961), nemško-ruski arhitekt
- Astrid Klein (*1951), nemška slikarka
- Calvin Richard Klein (*1942), ameriški modni oblikovalec
- César Klein (1876—1954), nemški slikar in grafik
- Chris Klein (*1979), ameriški igralec
- Felix Christian Klein (1849—1925), nemški matematik
- Franz Klein (1854—1926), avstrijski pravnik
- Gérard Klein (*1937), francoski pisatelj, ekonomist, književni kritik in urednik
- Jean Klein (1944—2014), francoski veslač
- Johann Adam Klein (1792—1875), nemški slikar in grafik
- Lawrence Klein (1920—2013), ameriški ekonomist, nobelovec leta 1980
- Max Kleine (1847—1908), madžarsko-nemški kipar
- Melanie Klein (1882—1960), avstrijsko-angleška psihoanalitičarka
- Naomi Klein (*1970), kanadska novinarka, pisateljica in mirovnica
- Oscar Klein (1930—2006), avstrijski glasbenik, trobentač
- Oskar Klein (1894—1977), švedski fizik
- Peter Klein (1958—2006), ameriški filozof
- Ralph Klein (1942—2013), kanadski politik
- Robert Klein (*1942), ameriški igralec
- Roelof Klein (1877—1960), nizozemski veslač
- Yves Klein (1928—1962), francoski slikar in kipar, umetnik-performer